# 북부민주여단
북부민주여단(لواء الشمال الديمقراطي)은 자유 시리아군의 부대로 칼릴 이스칸데르가 이끌고 있다. 이들은 시리아 쿠르드인 부대인 인민수호부대, 여성수호부대와 2014년부터 아프린 주에서 협력하고 있다. 2015년 11월 이 단체는 시리아 민주군에 가담했다. 대부분의 부대원들은 이들리브 주의 자발 자위야에서 온 것으로 알려져 있다.

## 역사
2013년 이들리브 주에서 창설된 부대는 자유 시리아군의 알카카' 여단(لواء القعقاع)으로 알려져 있었으며, 자발 자위야애 위치한 자유 자위야 여단의 일부였다. 2014년 단체는 자유 시리아 여단에 가입했다가 시리아 혁명주의전선에 가담했고, 2014년 5월 시리아 애국전선의 일원이 되었다. 알누스라 전선-하잠 운동 분쟁이 터지자 시리아 애국전선의 자유 자위야 여단의 일원이었던 알카카 여단은 2014년 11월 알누스라 전선, 알아크사 군, 레반트 자유이슬람운동에 의해 지역에서 쫓겨났고, 인민수호부대가 다스리는
아프린 주로 철수했다.
2015년 11월 알카카 여단은 이들리브 주와 알레포 주에서 활동하던 몇몇 자유 시리아군 집단 중 하나로, 공식적으로 새로 창립된 시리아 민주군에 가입하였다. 부대는 이후 혁명주의자군의 일부가 되었고, ISIL와 맞서 싸우기 위해 코바니 주와 자지라 주에 병력을 파견했다. 이들은 2015년 알하울 공세에 참여했다. 시리아 민주군과 혁명주의자군에 가담한 후 알누스라 전선과 레반트 자유이슬람운동은 이슬람 이교도로 낙인되었고 두 단체는 북부 알레포에서 시리아 민주군에 대해 공격을 개시했다. 알카카 여단의 사령관 압시 타하가 혁명주의자군의 사령관이 되었지만, 결국 2016년 2월 혁명주의자군을 떠나, "북부민주여단"이라는 새로운 이름을 채택하고 시리아 민주군 내 독립 집단이 되었다.
2016년 8월, 북부민주여단과 다른 친쿠르드계 자유 시리아군은 터키의 시리아 내전 개입과 이를 지지하는 CJTF-OIR에 대해 비난하며 터키가 지원하는 반군이 자라브루스에서 대규모 학살을 저지른 것을 고발하고 시리아 민주군의 군사의회에 지지를 발표했다. 이후 이 단체는 서부 알바브 공세에 참여해 하르불, 마아라트 움 하위시와 역내 몇몇 마을을 점령했다.
2016년 10월, 이 단체는 제2차 서부 알바브 공세에 참여해 터키 지원 자유 시리아군으로부터 탈마리드를 점령하는 것을 도왔다. 알바브 전투 동안 북부민주여단은 터키 지원 자유 시리아군과 사마키아를 비롯한 여러 지역에서 전투를 벌였다. 알레포 전투의 마지막 단계인 2016년 12월, 북부민주여간은 시리아 민주군에 참여하기 위해 도시를 위한 자유 시리아군의 일부가 되었다.
북부민주여단은 다른 시리아 민주군 부대와 함께 2017년 5월 아프린의 시리아 국가민주동맹이 개최한 2번째 회담에 참석했다. 2017년 6월 북부민주여단은 라카 전역에 부대를 파견해 ISIL로부터 라카를 점령하는 전투에 참여했다. 부대는 타브카에 주둔하고 있으며 다른 부대원은 라카 전투에 참여하고 있다.